# Восток (Казахстан)
Восто́к (каз. Восток) — село у складі Карасуського району Костанайської області Казахстану. Входить до складу Карасуського сільського округу.
Населення — 1211 осіб (2021; 1421 у 2009, 1369 у 1999, 1805 у 1989).